# Ástjörn (Hafnarfjörður)
Die Ástjörn ist ein Teich bei der isländischen Stadt Hafnarfjörður.
Der Teich liegt südlich der Reykjanesbraut (Straße 41), die die Hauptstadt mit dem Flughafen verbindet. Er und ein umliegendes Gebiet steht wegen des Tier- und Pflanzenvorkommens seit 1978 unter Naturschutz und während der Brutzeit vom 1. Mai bis zum 15. Juli ist das Betreten verboten. Das geschützte Gebiet wurde 1996 auf jetzt 28,5 ha vergrößert und reicht jetzt bis auf den 126 m hohen Berg Ásfjall. Die Ástjörn hat keine Zu- und Abflüsse.